# 2.º Forte de Castelo Branco

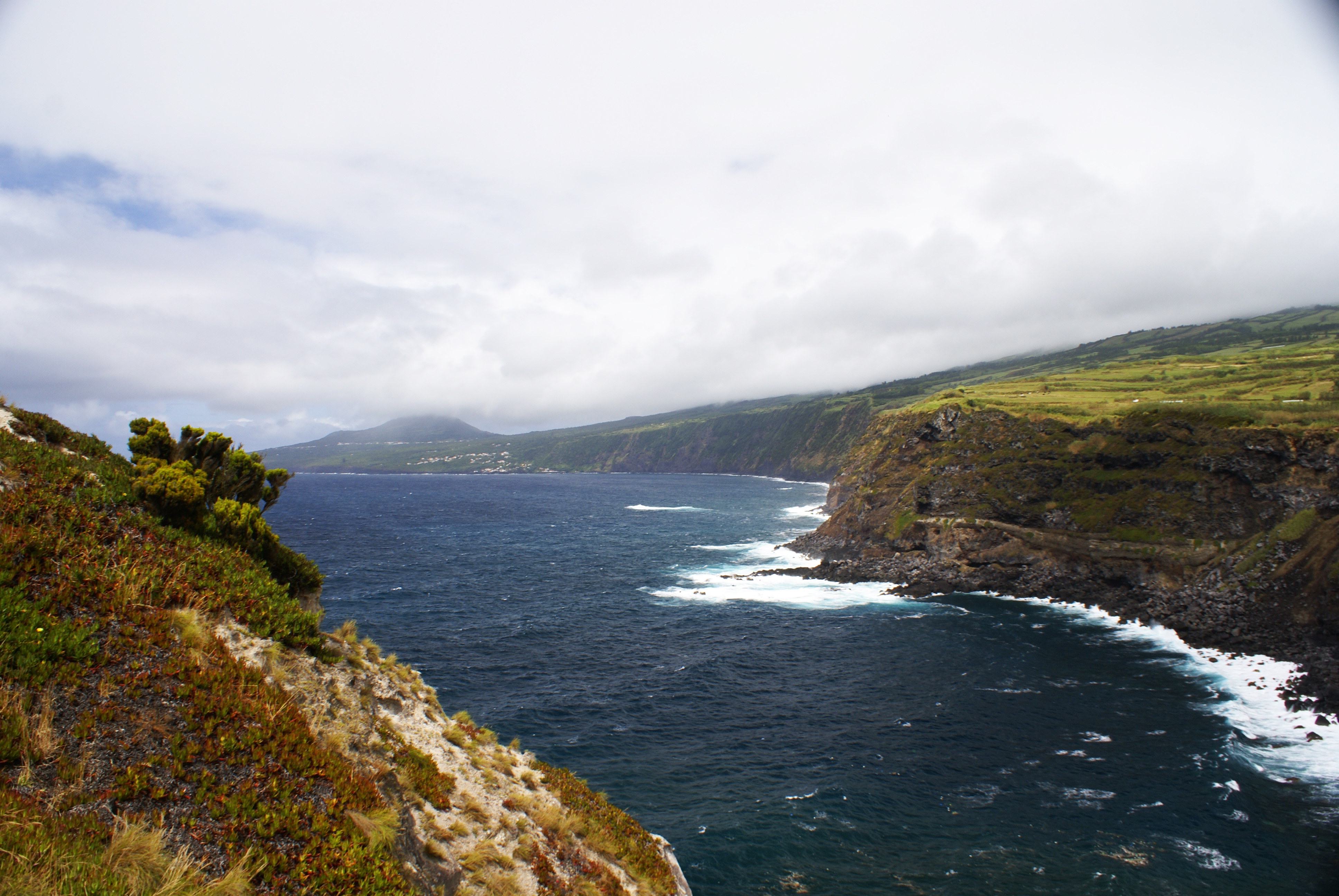
Morro de Castelo Branco, Horta: aspecto da costa voltada ao Varadouro.

O 2.º Forte de Castelo Branco localizava-se na freguesia de Castelo Branco, no concelho da Horta, na ilha do Faial, nos Açores.
Em posição dominante sobre este trecho do litoral, constituiu-se em uma fortificação destinada à defesa deste ancoradouro contra os ataques de piratas e corsários, outrora frequentes nesta região do oceano Atlântico.
A estrutura não chegou até aos nossos dias. Terá sido sucedida pelo Reduto de Castelo Branco.